# Santa Apolonia Teacalco
Santa Apolonia Teacalco è un comune del Messico, situato nello stato di Tlaxcala.